# ماك آدامز
ماك آدامز (بالإنجليزية: Mac Adams)‏ هو نحات ومصور بريطاني، ولد في 15 أبريل 1943 في برينمور ‏ في المملكة المتحدة.